# Le Royaume des fées
Le Royaume des fées je francouzský němý film z roku 1903. Režisérem je Georges Méliès (1861–1938). Film trvá zhruba 16 minut a premiéru měl v září 1903. Ve Spojených státech vyšel pod názvem Fairyland, or the Kingdom of the Fairies a ve Spojeném království jako The Wonders of the Deep, or Kingdom of the Fairies.

## Děj
Princ Bel-Azor se musí vydat na dobrodružnou cestu, aby s pomocí víly Aurory zachránil svou snoubenku princeznu Azurinu, kterou unesla zlá čarodějnice, protože ji Azurin otec nepozval na oslavu zásnub. Princ nakonec svou milovanou osvobodí a po společném návratu se s ní ožení.

## Obsazení
| Georges Méliès       | princ Bel-Azor    |
| Marguerite Thévenard | princezna Azurina |
| Bleuette Bernon      | víla Aurora       |
| Durafour             | čarodějnice       |